# Paya Geli
Paya Geli is een bestuurslaag in het regentschap Deli Serdang van de provincie Noord-Sumatra, Indonesië. Paya Geli telt 19.249 inwoners (volkstelling 2010).